# Глізе 1
Глізе 1 (Gliese 1) — червоний карлик у сузір'ї Скульптора в південній небесній півкулі. Це одна з найближчих зір до Сонця: вона віддалена від нього лише на 14,2 світлового року. Через свою близькість вона є частим об'єктом досліджень, і про її фізичні властивості та склад відомо досить багато. Однак, оскільки її видима зоряна величина становить лише близько 8,6, побачити її неозброєним оком неможливо.

## Історія
Швидкий власний рух Глізе 1 вперше задокументував Бенджамін Гулд у 1885 році. Тоді зоря була ідентифікована як Cordoba Z.C. 23h 1584. Оскільки її пряме піднесення лежить дуже близько до початку астрономічних координат в епоху 1950-х років, вона стала першою одразу у двох зоряних каталогах — у Каталозі близьких зір Глізе і в Каталозі півсекундних зоряних величин Лейтена.

## Властивості
У різних джерелах зоряна величина Глізе 1 оцінюється по-різному — від M1,5V до M4,0V. За оцінками, маса Глізе 1 становить 33 % маси Сонця, а радіус — 33 % радіуса Сонця.
Є підозри, що Глізе 1 є змінною зорею типу BY Дракона з попереднім позначенням її як змінної NSV 15017. Підозрюється також, що вона є спалахуючою зорею. Як і інші спалахуючі зорі, вона генерує рентгенівське випромінювання. Були виміряні температури шарів атмосфери цієї зорі.
Глізе 1 досліджували на наявність орбітального супутника за допомогою спекл-інтерферометрії в ближній інфрачервоній частині спектра, однак не було знайдено жодного супутника до межі зоряної величини 10,5 на відстані 1 а. о. від основної зорі і до зоряної величини 12,5 на відстані 10 а. о. Вимірювання радіальної швидкості теж не виявили супутника в цієї зорі. Цей пошук дав змогу виключити існування планет із кількома масами Землі, що обертається в придатній для життя зоні, і планету з масою Юпітера, що обертається по орбіті радіусом 1 а. о. або менше. Радіальна швидкість зорі майже не змінюється, точність вимірювання менше 20 м/с.
Компоненти просторової швидкості Глізе 1: становлять U = +77,2, V = −99,5, W = −35,6 км/с. Вона обертається в галактиці Чумацький Шлях з орбітальним ексцентриситетом 0,45: її відстанню від ядра галактики змінюється від 3510 до 9150 парсек. Для порівняння, Сонце зараз перебуває на відстані 8500 парсек від ядра. Зорі з великою пекулярною швидкістю називаються зорями-втікачами. Глізе 1 має високу пекулярну швидкість — 111,3 км/с, і вектор її швидкості вказує на те, що вона може бути членом зоряної асоціації Тукана — Годинника та/або рухомої групи зір AB Золотої Риби.